# Михеев, Владимир Борисович
Влади́мир Бори́сович Михе́ев (род. 7 февраля 1957, Москва) — советский пловец, участник Олимпийских игр.

## Карьера
На Олимпиаде в Монреале, как и Андрей Смирнов, участвовал в предварительном заплыве эстафеты 4×200 метров вольным стилем, но в финале оба пловца были заменены. На дистанции 400 метров вольным стал 7-м.